# Elida (Ohio)

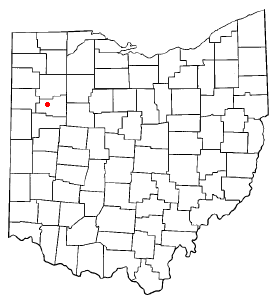
Elida na planie stanu Ohio

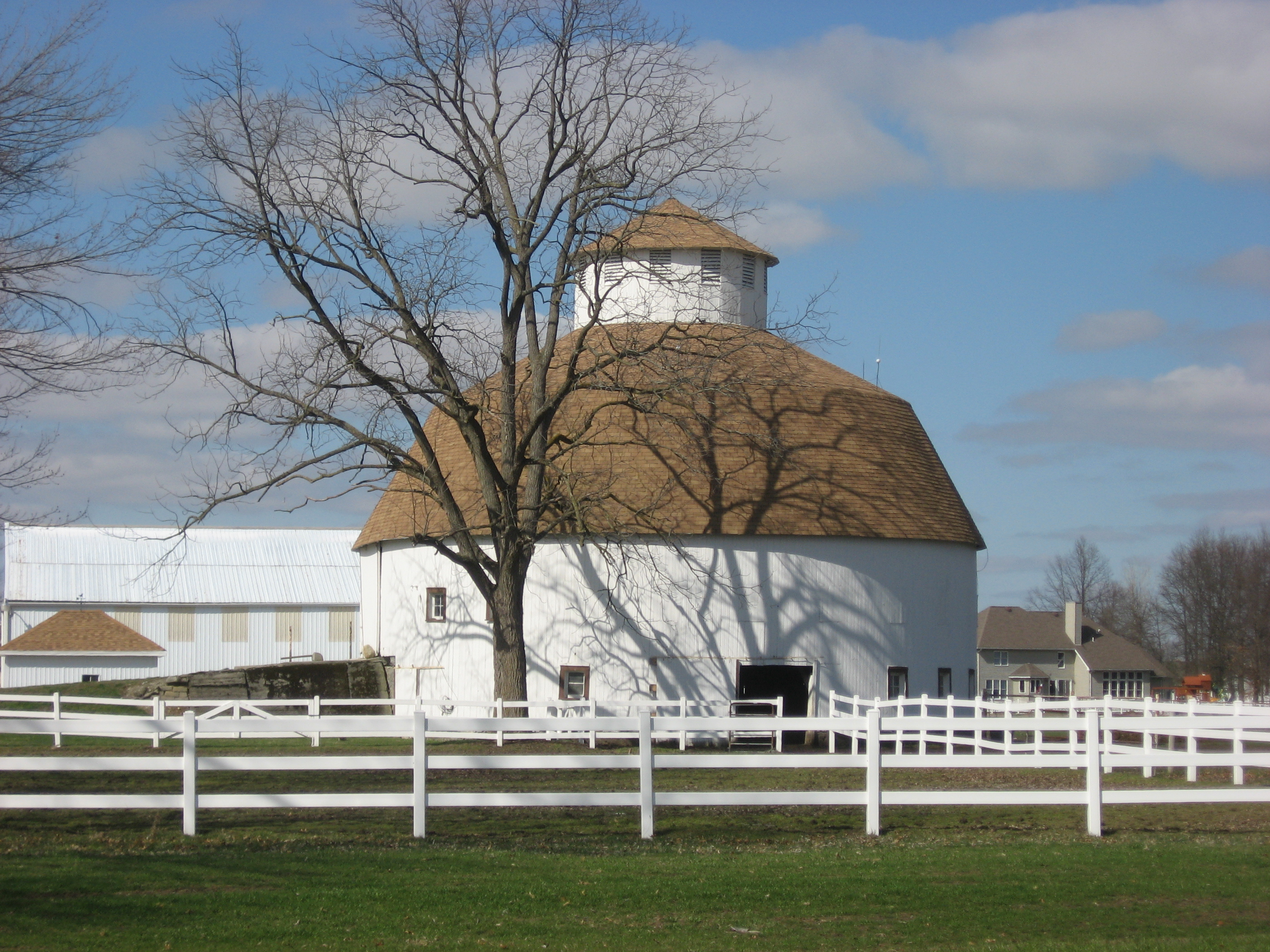
Zabytkowa okrągła stodoła zbudowana w 1911 obok wsi Elida

Elida – wieś w USA, Hrabstwo Allen (Ohio) w stanie Ohio.
Elida została założona w roku 1852, a oznaczona jako wieś w roku 1878.
W roku 2010, 26,4% mieszkańców było w wieku poniżej 18 lat, 7,3% było w wieku od 18 do 24 lat, 21,5% było od 25 do 44 lat, 32,7% było od 45 do 64 lat, a 12,1% było w wieku 65 lat lub starszych. We wsi było 48,7% mężczyzn i 51,3% kobiet.
Liczba mieszkańców w 2010 roku wynosiła 1905.